# Barrière contre les inondations

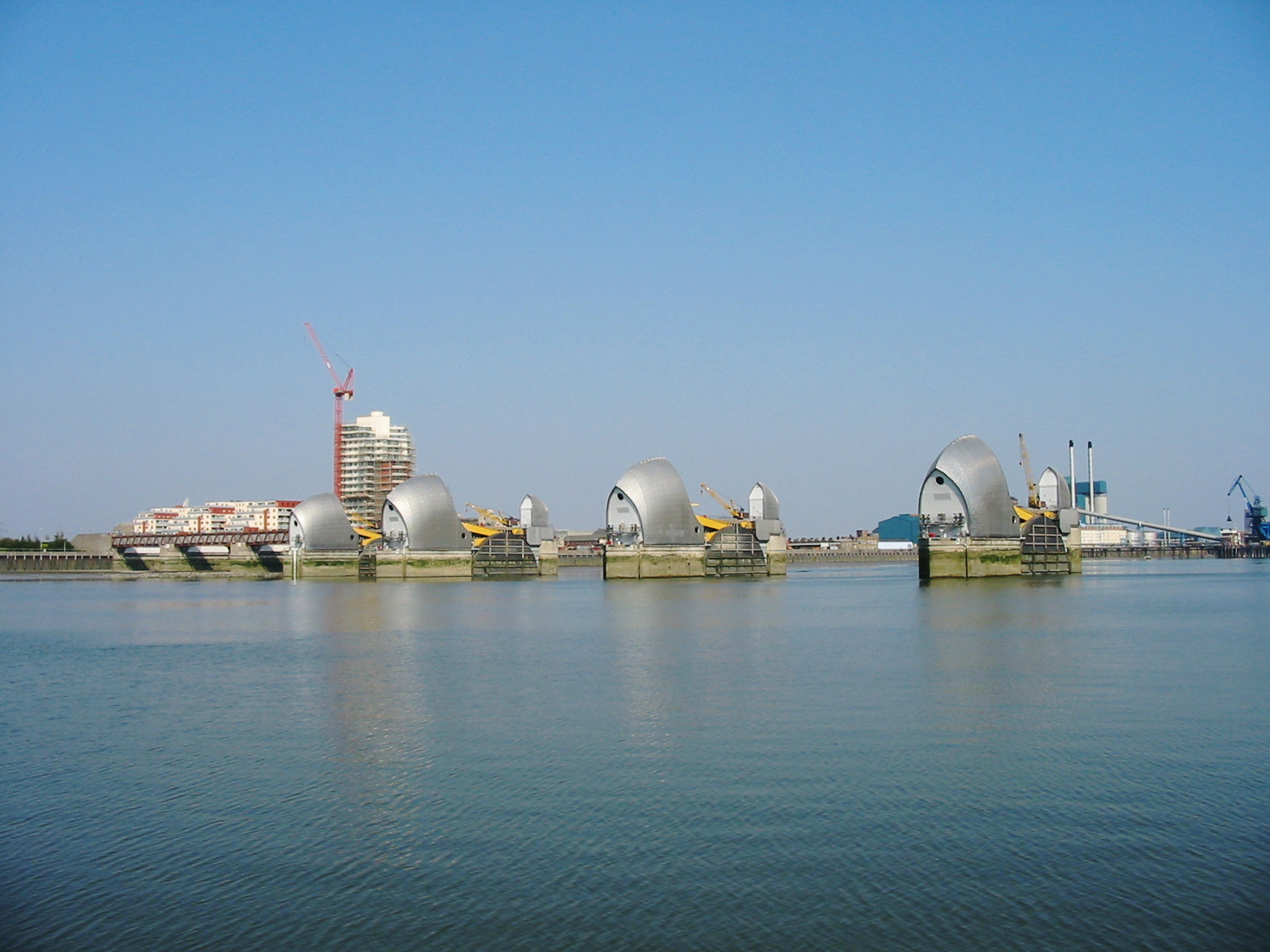
La barrière de la Tamise.

Une barrière contre les inondations est un ouvrage fluvial équipé de batardeaux anti-inondations dont le but est, sur un cours d'eau, d'empêcher une zone en amont d'être inondée par les marées et les ondes de tempête venant de la mer.
Les deux exemples les plus notables de barrières contre les inondations sont l'Oosterscheldekering aux Pays-Bas et la barrière de la Tamise à Londres.